# Fight Night
Fight Night — серія відеоігор жанру «симулятор боксу», що розробляється EA Sports як заміна існуючої раніше серії Knockout Kings 2001. Перша гра, Fight Night 2004, була випущена 5 квітня 2004 для ігрових приставок PlayStation 2, Xbox. Всі ігри серії традиційно мають схвальні відгуки в ігровій пресі.

## Список ігор
| Назва                | Рік  | PS2 | Xbox | NGC | X360 | PS3 | PSP | iOS | Примітки |
| -------------------- | ---- | --- | ---- | --- | ---- | --- | --- | --- | -------- |
| Fight Night 2004     | 2004 | Так | Так  | Ні  | Ні   | Ні  | Ні  | Ні  |          |
| Fight Night Round 2  | 2005 | Так | Так  | Так | Ні   | Ні  | Ні  | Ні  |          |
| Fight Night Round 3  | 2006 | Так | Так  | Ні  | Так  | Так | Так | Ні  |          |
| Fight Night Round 4  | 2009 | Ні  | Ні   | Ні  | Так  | Так | Ні  | Ні  |          |
| Fight Night Champion | 2011 | Ні  | Ні   | Ні  | Так  | Так | Ні  | Так |          |